# Dindon blanc de Beltsville
Le dindon blanc de Beltsville est une race de dindon, originaire des États-Unis.

## Description
C'est une variété demi-naine avec une poitrine large, intégralement de couleur blanche.

## Origine
Elle a été sélectionnée en 1951 aux États-Unis (station de recherches avicoles de Beltsville, Maryland) dans le but d'obtenir une race plus légère et plus petite (inférieure à 6 kg pour pouvoir entrer dans les fours de petite taille des Américains) tout en lui conservant une poitrine large, entre autres qualités des races traditionnelles.

## Standard
- Dindon : 8-10 kg[2]
- Dinde : 4-8 kg[2]